# Nils Harling
Nils Patrik Vilhelm Harling, född 6 december 1899 i Norrköping, död 2 november 1956 i Enskede, var en svensk violinist.

## Filmografi (urval)
- 1935 – Bomans pojke
- 1941 – Dunungen